# Symplectoscyphus amoenus
Symplectoscyphus amoenus är en nässeldjursart som beskrevs av Vervoort och Watson 2003. Symplectoscyphus amoenus ingår i släktet Symplectoscyphus och familjen Sertulariidae. Inga underarter finns listade i Catalogue of Life.